# Eugnathichthys
Eugnathichthys – rodzaj ryb promieniopłetwych z rodziny Distichodontidae.

## Zasięg występowania
Rodzaj obejmuje gatunki występujące w słodkowodnych wodach zachodniej i środkowej Afryki.

## Morfologia
Długość ciała 10,6–29 cm.

## Systematyka

### Etymologia
Eugnathichthys: gr. ευ eu ‘dobry, typowy’; γναθος gnathos ‘szczęka, żuchwa’; ιχθυς ikhthus ‘ryba’.  

### Podział systematyczny
Do rodzaju należą następujące gatunki:
- Eugnathichthys eetveldii Boulenger, 1898
- Eugnathichthys macroterolepis Boulenger, 1899
- Eugnathichthys virgatus Stiassny, Denton & Monsembula Iyaba, 2013